# مارا (ساردینیا)
مارا (ساردینیا) (به ایتالیایی: Mara, Sardinia) یک کومونه در ایتالیا است که در استان ساساری واقع شده‌است.

## خصوصیات
مارا ۱۸٫۹ کیلومترمربع مساحت و ۸۰۸ نفر جمعیت دارد و ۲۵۸ متر بالاتر از سطح دریا واقع شده‌است.